# 阿联酋迪拉姆
迪拉姆（阿拉伯语：درهم，货币符号：د.إ；ISO代码：AED），阿拉伯联合酋长国的流通货币。非正式的缩写有“DH”或“Dhs”。辅币单位为“费尔”（fils，或译为“菲尔”），1迪尔汗=100费尔。
阿联酋迪拉姆自1997年11月起與美元挂钩。匯率固定在1美元兌3.6725迪拉姆。

## 流通中的貨幣

### 硬幣

阿聯酋現在流通的硬幣系列。

- 1 費爾
  - 正面：
  - 背面：面值、國家名稱
- 5 費爾
  - 正面：
  - 背面：面值、國家名稱
- 10 費爾
  - 正面：
  - 背面：面值、國家名稱
- 25 費爾
  - 正面：
  - 背面：面值、國家名稱
- 50 費爾
  - 正面：
  - 背面：面值、國家名稱
- 1 迪拉姆
  - 正面：传统阿拉伯咖啡壶（Dallah）
  - 背面：面值、國家名稱

### 紙幣
- 5 迪拉姆
  - 正面：位於沙迦中心的集市
  - 背面：艾曼·西林·阿爾·木塔瓦清真寺
- 10 迪拉姆
  - 正面：阿曼的傳統匕首
  - 背面：實驗農場
- 20 迪拉姆
  - 正面：迪拜河的休閒俱樂部
  - 背面：傳統的阿拉伯帆船
- 50 迪拉姆
  - 正面：劍羚
  - 背面：阿爾·齊希里·霍茲堡壘
- 100 迪拉姆
  - 正面：迪拜博物館
  - 背面：迪拜世界貿易中心
- 200 迪拉姆
  - 正面：扎耶德體育城、伊斯蘭宗教法院大樓。
  - 背面：阿聯酋中央銀行。
- 500 迪拉姆
  - 正面：一隻獵隼。

阿聯酋現在流通的紙幣系列。

  - 背面：阿聯酋最著名的清真寺，朱美拉清真寺。
- 1000 迪拉姆
  - 正面：艾赫森宮殿。
  - 背面：阿布扎比海濱大道。

## 外部連結
- 阿联酋迪拉姆介紹頁面[永久]
- 唐的世界硬币画廊：United Arab Emirates
- 罗恩·怀斯的世界纸币：United Arab Emirates 镜像网站
- 现代金融系统表格－库尔特·舒勒制作：Asia 镜像网站
- 环球货币历史：United Arab Emirates
- 《环球金融资料》货币历史表格（ 微软试算表格式）
- 阿联酋硬币 (目錄和畫廊) （页面存档备份，存于）

1. (PDF). 台北市航空貨運承攬商業同業公會. 經濟部標準檢驗局. 2024-03-20  [2024-04-25] （中文（臺灣））.